# Cedric McMillan
Cedric McMillan (ur. 17 sierpnia 1977 w New Jersey zm. 12 kwietnia 2022) – amerykański kulturysta, były członek United States Army.

## Życiorys
Były żołnierz; służył w wojskach lądowych Stanów Zjednoczonych. Walczył podczas wojny w Iraku. Instruuje szkolenia wojskowe.
W 2009 roku został całkowitym zwycięzcą zawodów NPC Nationals. Kilkukrotnie brał udział w zmaganiach Arnold Classic, organizowanych przez IFBB; w 2017 zdobył złoty medal w kategorii open. Podczas Ferrigno Legacy Pro (2017) wywalczył srebrny medal. W 2016 został zwycięzcą zawodów Fit Festival, rozegranych w Gdańsku. 
12 kwietnia 2022 zmarł w wieku 44 lat, przyczyną śmierci był atak serca.

## Warunki fizyczne
- wzrost: 185 cm[7]
- waga (w sezonie zmagań sportowych): ok. 115 kg[8]
- obwód bicepsa: 50 cm[8]